# Fernando Correque
Fernando Correque fue un monarca indígena de Costa Rica, rey de los huetares de Oriente, que vivió durante el siglo XVI.

## Biografía
Su nombre original era Correque. Era hijo o pariente cercano de El Guarco, al que sucedió. Un documento de 1584, suscrito por el gobernador español Diego de Artieda Chirino y Uclés, lo menciona como "... don Fernando, rrey y Señor natural de toda esta tierra, hijo del Guarco, Señor que así mismo fue della y su legítimo sucesor y heredero...". 
Sus dominios se extendían desde el río Virilla hasta Pococí o Chirripó, en la Tierra Adentro, y bajo su autoridad estaba un considerable número de pueblos. Tenía cuatro residencias, donde habitaba periódicamente: una en Atirro, junto a Corroce; otra en Corroce, otra en Turrialba y otra en un cacaotal llamado Acoyte, camino de la región de Suerre o cuenca del Reventazón. También residió en Ujarrás.
Según afirma el historiador costarricense Ricardo Fernández Guardia en su obra El Descubrimiento y la Conquista, el rey Quitao, que en abril de 1563 se entrevistó en Garcimuñoz con el alcalde mayor Juan Vázquez de Coronado y se sometió a la autoridad española junto con otros ocho monarcas indígenas, era un enviado de Correque.
Correque encabezó varios movimientos contra los españoles, pero después abandonó con muchos otros señores e hijos de señores su residencia de Ujarrás, en un valle cercano a Cartago, para establecer su corte en Tucurrique, lugar que por ese motivo fue también conocido como Taquetaque o Uriuri, es decir, señores e hijos de señores, en lengua huetar. 
El alcalde mayor interino Alonso Anguciana de Gamboa (1574-1577) efectuó una serie de entradas y correrías en las vecindades de Tucurrique, cuyo resultado fue que "... deste temor se dio de paz el dicho Cacique y los demás yndios, y recibieron la santa dotrina y dieron el dominio a Su Magestad..." El monarca huetar se bautizó con el nombre de Fernando Correque y recibió la encomienda de Tucurrique. A su muerte, el gobernador Diego de Artieda Chirino y Uclés le otorgó la encomienda de Tucurrique a su sobrino o hijo Alonso Correque. 
Fernando Correque murió alrededor de 1584, posiblemente en Tucurrique. Le sucedió su sobrino o hijo Alonso Correque.